# Светотатство
Светотатството (също кощунство) е непочтително отношение към свещен предмет, място или личност. Когато се извършва вербално, то се нарича богохулство. В по-общ смисъл като светотатство може да се определи всяко нарушение на религиозна добродетел. Според Библията, кощунникът е насмешлив ругател и осквернител (Притчи 3:34, 9.7 – 8 19:25 – 29, 21:11 – 24; 22:10, 24:9; Исая 28:22; Осия 7:5).
Повечето древни религии имат понятие, аналогично със светотатството, което често се счита за вид табу. По времето на Древен Рим, терминът се отнася и за разграбването на храмове и гробове.